# Hypognatha jacaze
Hypognatha jacaze Levi, 1996 è un ragno appartenente alla famiglia Araneidae.

## Etimologia
Il nome della specie deriva dal nome della località brasiliana di rinvenimento dell'olotipo maschile: Jacareacanga (probabilmente traslitterato male come Jacazeranga)

## Caratteristiche
L'olotipo maschile rinvenuto ha dimensioni: cefalotorace lungo 1,32mm, largo 1,09mm; opistosoma lungo 2,3mm, largo 2,2mm.

## Distribuzione
La specie è stata reperita nel Brasile centrosettentrionale: nei pressi del comune di Jacareacanga, nello stato del Pará.

## Tassonomia
Al 2014 non sono note sottospecie e dal 1996 non sono stati esaminati nuovi esemplari.